# 충청북도체육회
충청북도체육회(忠淸北道體育會, Chungcheongbuk-do Sports Council)는 충청북도의 학교체육 및 생활 체육의 진흥, 시민 건강과 체력 증진, 여가 선용 및 복지 향상 등을 위하여 대한체육회 산하에 설치된 기관이다.
체육회장은 총회에서 충청북도지사를 추대하거나, 회장선출기구에서 선출한다.

## 연혁
- 1946년 3월 15일: 충청북도체육회 설립
- 2016년 3월 22일: 충청북도생활체육회 흡수

## 조직
회장
- 사무처
  - 기획홍보부
  - 경영관리부
  - 전문체육부
  - 생활체육부

### 지부
- 제천시체육회
- 청주시체육회
- 충주시체육회
- 괴산군체육회
- 단양군체육회
- 보은군체육회
- 영동군체육회
- 옥천군체육회
- 음성군체육회
- 증평군체육회
- 진천군체육회